# Lista de governadores da Paraíba
Esta é uma lista de governantes do estado da Paraíba e da Capitania da Paraíba.
Embora a criação da Capitania da Paraíba por desmembramento da Capitania de Itamaracá tenha ocorrido, segundo as fontes históricas, por Alvará Real de 29 de Dezembro de 1583 (documento nunca encontrado), sua conquista e edificação só ocorreu em 1585. A data comemorativa da fundação da primeira cidade da Paraíba, atualmente conhecida como João Pessoa, é 5 de agosto de 1585. Seu nome original era Nossa Senhora das Neves, em homenagem a santa do dia em que João Tavares retornou a Olinda (PE) comunicando o acordo de paz que fizera com os índios Tabajaras da tribo de Braço de Peixe, dois dias antes. Esse acordo foi o que permitiu, após inúmeras batalhas e tentativas de conquista, que a Capitania da Paraíba fosse colonizada. A fundação das bases, com a construção de um forte, de uma capela e algumas casas, só ocorreu em novembro daquele ano.
A Paraíba é um estado da federação, sendo governado por três poderes, o executivo, o legislativo e judiciário. A atual constituição do estado foi promulgada em 5 de outubro de 1989, acrescida das alterações resultantes de posteriores emendas constitucionais. São símbolos oficiais do estado a bandeira, o brasão e o hino.
O poder executivo, sediado no Palácio da Redenção, está centralizado no governador do estado, eleito pelo voto popular para mandatos de quatro anos, podendo ser reeleito para mais um mandato. O primeiro governador republicano no estado foi Venâncio Augusto de Magalhães Neiva, em 1 de dezembro de 1889, primeiramente indicado pelo Governo Provisório e depois por eleição democrática. O atual é João Azevêdo Lins filho, do Cidadania, eleito em 2018 com 58,18% dos votos, tendo como vice-governadora Ana Lígia Costa Feliciano (PDT).
O poder legislativo estadual está sediado na Assembleia Legislativa da Paraíba, formada por 36 deputados eleitos para mandatos de quatro anos. O primeiro presidente da assembleia legislativa foi José Lucas de Souza Rangel, em 1835, e o atual é Gervásio Maia. No Congresso Nacional, a representação paraibana é de três senadores e doze deputados federais.
O poder judiciário da Paraíba possui sede no Tribunal de Justiça da Paraíba, e é composto por dezenove desembargadores. Representações deste poder estão espalhadas por todo o estado por meio de comarcas, classificadas em primeira, segunda ou terceira entrância; ao todo, existem 77 comarcas instaladas na Paraíba, sendo 39 de primeira entrância, 33 de segunda e cinco de terceira. De acordo com o Tribunal Superior Eleitoral, o estado da Paraíba possuía, em novembro de 2016, 2 885 534 eleitores, o que representa 1,972% do eleitorado brasileiro.

## Capitania da Paraíba
| Nº                                                                  | Nome                                              | Imagem                                       | Início do mandato                            | Fim do mandato                               | Observações                                                                                 |
| Fundação até a Invasão Holandesa (1585-1634)                        | Fundação até a Invasão Holandesa (1585-1634)      | Fundação até a Invasão Holandesa (1585-1634) | Fundação até a Invasão Holandesa (1585-1634) | Fundação até a Invasão Holandesa (1585-1634) | Fundação até a Invasão Holandesa (1585-1634)                                                |
| ------------------------------------------------------------------- | ------------------------------------------------- | -------------------------------------------- | -------------------------------------------- | -------------------------------------------- | ------------------------------------------------------------------------------------------- |
| -                                                                   | João Tavares (interino)                           |                                              | 15 de agosto de 1586                         | Abril de 1586                                | Governador Geral e Capitão-Mor da Capitania da Paraíba                                      |
| 1                                                                   | Francisco de Moralles                             |                                              | Abril de 1586                                | Outubro/Novembro de 1586                     | Governador Geral e Capitão-Mor da Capitania da Paraíba                                      |
| 2                                                                   | João Tavares                                      |                                              | Outubro/Novembro de 1586                     | 1588                                         | Governador Geral e Capitão-Mor da Capitania da Paraíba                                      |
| 3                                                                   | Frutuoso Barbosa                                  |                                              | 1588                                         | 1591                                         | Governador Geral e Capitão-Mor da Capitania da Paraíba                                      |
| 4                                                                   | André de Albuquerque (interino)                   |                                              | 1591                                         | 1592                                         | Governador Geral e Capitão-Mor da Capitania da Paraíba                                      |
| 5                                                                   | Feliciano Coelho de Carvalho                      |                                              | 1592                                         | 1600                                         | Governador Geral e Capitão-Mor da Capitania da Paraíba                                      |
| 6                                                                   | Francisco de Sousa Pereira                        |                                              | 1600                                         | 1604                                         | Governador Geral e Capitão-Mor da Capitania da Paraíba                                      |
| 7                                                                   | André de Albuquerque                              |                                              | 1604                                         | 1610                                         | Governador Geral e Capitão-Mor da Capitania da Paraíba                                      |
| 8                                                                   | Francisco Coelho de Carvalho                      |                                              | 1610                                         | 1612                                         | Governador Geral e Capitão-Mor da Capitania da Paraíba                                      |
| 9                                                                   | João Rabelo de Lima                               |                                              | 1612                                         | 1617                                         | Governador Geral e Capitão-Mor da Capitania da Paraíba                                      |
| 10                                                                  | Francisco Nunes Marinho de Sá                     |                                              | 1617                                         | 1620                                         | Governador Geral e Capitão-Mor da Capitania da Paraíba                                      |
| 11                                                                  | João de Brito Correia                             |                                              | 1620                                         | 1622                                         | Governador Geral e Capitão-Mor da Capitania da Paraíba                                      |
| 12                                                                  | Afonso da França                                  |                                              | 1622                                         | 1627                                         | Governador Geral e Capitão-Mor da Capitania da Paraíba                                      |
| 13                                                                  | Antônio de Albuquerque                            |                                              | 1627                                         | 1634                                         | Governador Geral e Capitão-Mor da Capitania da Paraíba                                      |
| Governantes da Paraíba Holandesa (1634-1654)                        |                                                   |                                              |                                              |                                              |                                                                                             |
| 1                                                                   | Servácio Carpentier                               |                                              | 26 de janeiro de 1635                        | 22 de junho de 1636                          | Administrador Colonial nomeado do pela Companhia Holandesa das Índias Ocidentais            |
| 2                                                                   | Ipo Eysens                                        |                                              | 22 de junho de 1636                          | 12 de agosto de 1636                         | Administrador Colonial nomeado do pela Companhia Holandesa das Índias Ocidentais            |
| 3                                                                   | Henrique Schilt                                   |                                              | 12 de agosto de 1636                         | 14 de outubro de 1636                        | Administrador Colonial nomeado do pela Companhia Holandesa das Índias Ocidentais            |
| 4                                                                   | Elias Herckmans                                   |                                              | 14 de outubro de 1636                        | 2 de janeiro de 1639                         | Administrador Colonial nomeado do pela Companhia Holandesa das Índias Ocidentais            |
| 5                                                                   | Gilberto de Witt                                  |                                              | 2 de janeiro de 1639                         | 25 de fevereiro de 1645                      | Administrador Colonial nomeado do pela Companhia Holandesa das Índias Ocidentais            |
| 6                                                                   | Daniel Aberti                                     |                                              | 25 de fevereiro de 1645                      | 19 de junho de 1645                          | Administrador Colonial nomeado do pela Companhia Holandesa das Índias Ocidentais            |
| 7                                                                   | Paulo de Linge                                    |                                              | 19 de junho de 1645                          | 25 de junho de 1653                          | Administrador Colonial nomeado do pela Companhia Holandesa das Índias Ocidentais            |
| 8                                                                   | João Rodolfo Hautjin                              |                                              | 25 de junho de 1653                          | 27 de janeiro de 1654                        | Administrador Colonial nomeado do pela Companhia Holandesa das Índias Ocidentais            |
| Governo de resistência portuguesa do Estado do Brasil (1645-1655)   |                                                   |                                              |                                              |                                              |                                                                                             |
| —                                                                   | Jerônimo Cadena de Villasante Lopo Curado Garro   |                                              | 1º de setembro de 1645                       | 12 de fevereiro de 1655                      | Junta Administrativa em oposição ao Domínio Holandês                                        |
| Restauração do território paraibano ao Estado do Brasil (1655-1821) |                                                   |                                              |                                              |                                              |                                                                                             |
| 1                                                                   | João Fernandes Vieira                             |                                              | 12 de fevereiro de 1655                      | 19 de agosto de 1657                         | Capitão-Mor da Capitania da Paraíba                                                         |
| 2                                                                   | Antônio Dias Cardoso                              |                                              | 19 de agosto de 1657                         | 17 de outubro de 1657                        | Capitão-Mor da Capitania da Paraíba                                                         |
| 3                                                                   | Mathias de Albuquerque Maranhão                   |                                              | 17 de outubro de 1657                        | 5 de fevereiro de 1663                       | Capitão-Mor da Capitania da Paraíba                                                         |
| 4                                                                   | João do Rego Barros                               |                                              | 5 de fevereiro de 1663                       | 15 de abril de 1670                          | Capitão-Mor da Capitania da Paraíba                                                         |
| 5                                                                   | Luís Nunes de Carvalho                            |                                              | 15 de abril de 1670                          | 3 de outubro de 1673                         | Capitão-Mor da Capitania da Paraíba                                                         |
| 6                                                                   | Ignácio Coelho de Carvalho                        |                                              | 3 de outubro de 1673                         | 28 de junho de 1675                          | Capitão-Mor da Capitania da Paraíba                                                         |
| 7                                                                   | Manoel Pereira de Lacerda                         |                                              | 28 de junho de 1675                          | 9 de setembro de 1678                        | Capitão-Mor da Capitania da Paraíba                                                         |
| 8                                                                   | Alexandre de Sousa Azevedo                        |                                              | 9 de setembro de 1678                        | 6 de agosto de 1684                          | Capitão-Mor da Capitania da Paraíba                                                         |
| 9                                                                   | Antônio da Silva Barbosa                          |                                              | 6 de agosto de 1684                          | 11 de setembro de 1687                       | Capitão-Mor da Capitania da Paraíba                                                         |
| 10                                                                  | Amaro Velho Cerqueira                             |                                              | 11 de setembro de 1687                       | 7 de junho de 1692                           | Capitão-Mor da Capitania da Paraíba                                                         |
| 11                                                                  | Manoel Nunes Leitão de Albuquerque                |                                              | 7 de junho de 1692                           | 25 de setembro de 1697                       | Capitão-Mor da Capitania da Paraíba                                                         |
| 12                                                                  | Manuel Soares Albergaria                          |                                              | 25 de setembro de 1697                       | 1° de julho de 1700                          | Capitão-Mor da Capitania da Paraíba                                                         |
| 13                                                                  | Francisco de Abreu Pereira                        |                                              | 1° de julho de 1700                          | 28 de novembro de 1703                       | Capitão-Mor da Capitania da Paraíba                                                         |
| 14                                                                  | Fernando de Barros e Vasconcelos                  |                                              | 28 de novembro de 1703                       | 17 de junho de 1708                          | Capitão-Mor da Capitania da Paraíba                                                         |
| 15                                                                  | João da Maia da Gama                              |                                              | 17 de junho de 1708                          | 23 de maio de 1717                           | Capitão-Mor da Capitania da Paraíba                                                         |
| 16                                                                  | Antônio Velho Coelho                              |                                              | 23 de maio de 1717                           | 14 de agosto de 1719                         | Capitão-Mor da Capitania da Paraíba                                                         |
| 17                                                                  | Francisco Souto Maior                             |                                              | 14 de agosto de 1719                         | 18 de janeiro de 1720                        | Capitão-Mor da Capitania da Paraíba                                                         |
| 18                                                                  | Antônio Ferrão Castelo Branco                     |                                              | 18 de janeiro de 1720                        | 1° de janeiro de 1722                        | Capitão-Mor da Capitania da Paraíba                                                         |
| 19                                                                  | João de Abreu Castelo Branco                      |                                              | 1° de janeiro de 1722                        | 8 de março de 1729                           | Capitão-Mor da Capitania da Paraíba                                                         |
| 20                                                                  | Francisco Pedro de Mendonça Gorjão                |                                              | 8 março de 1729 - posse                      | 8 de março de 1734                           | Torre do Tombo, RGM D. João V, Liv.20, fls.133-133v. 14 dezembro de 1728 - Decreto de posse |
| 21                                                                  | Pedro Monteiro de Macedo                          |                                              | 8 de março de 1734                           | 10 de março de 1744                          | Capitão-Mor da Capitania da Paraíba                                                         |
| 22                                                                  | Paulo Carvalho Mendonça                           |                                              | 10 de março de 1744                          | 15 de março de 1753                          | Capitão-Mor da Capitania da Paraíba                                                         |
| —                                                                   | Incorporação da Paraíba à Capitania de Pernambuco |                                              | 15 de março de 1753                          | 17 de janeiro de 1799                        | Anexação após a crise do século XVIII                                                       |
| 23                                                                  | Francisco de Mello Mendonça                       |                                              | 17 de janeiro de 1799                        | 6 de julho de 1805                           | Governador Geral da Capitania da Paraíba                                                    |
| 24                                                                  | Amaro Raposo de Albuquerque                       |                                              | 6 de julho de 1805                           | 10 de agosto de 1809                         | Governador Geral da Capitania da Paraíba                                                    |
| 25                                                                  | Antônio Caetano Pereira                           |                                              | 10 de agosto de 1809                         | 12 de junho de 1817                          | Governador Geral da Capitania da Paraíba                                                    |
| 26                                                                  | Tomas de Sousa Mafra                              |                                              | 12 de junho de 1817                          | 25 de agosto de 1819                         | Governador Geral da Capitania da Paraíba                                                    |
| 27                                                                  | Joaquim da Fonseca Rosado                         |                                              | 25 de agosto de 1819                         | 25 de outubro de 1821                        | Governador Geral da Capitania da Paraíba                                                    |

## Governantes do período imperial (1822 — 1889)
Após a Independência do Brasil, através de uma Lei Imperial de 20 de outubro de 1823 D. Pedro I extinguiu as juntas governativas provisórias nas províncias e criou os cargos de presidentes, a serem preenchidos por nomeação do Imperador, e os conselhos de governos, que seriam eleitos.
| Nº                            | Nome                                                                                | Imagem | Partido | Início do mandato       | Fim do mandato          | Referências                                      |
| ----------------------------- | ----------------------------------------------------------------------------------- | ------ | ------- | ----------------------- | ----------------------- | ------------------------------------------------ |
| Primeiro Reinado (1822-1831)  |                                                                                     |        |         |                         |                         |                                                  |
| —                             | João de Araújo da Cruz Joaquim Antonio de Oliveira Amaro de Barros de Oliveira Lima |        |         | 25 de outubro de 1821   | 3 de dezembro de 1821   | 1° Junta Governativa provisória                  |
| —                             | João de Araújo da Cruz Galdino Villar Joaquim Manoel Carneiro da Cunha              |        |         | 3 de dezembro de 1821   | 30 de outubro de 1822   | 2° Junta Governativa provisória                  |
| —                             | Estevão Carneiro da Cunha (Presidente) João Barbosa Cordeiro                        |        |         | 30 de outubro de 1822   | 3 de fevereiro de 1823  | 3° Junta Governativa provisória                  |
| —                             | Estevão Carneiro da Cunha (Presidente) João Barbosa Cordeiro João Maranhão          |        |         | 3 de fevereiro de 1823  | 9 de abril de 1824      | 4° Junta Governativa provisória                  |
| 1                             | Felipe Ferreira                                                                     |        |         | 9 de abril de 1824      | 21 de julho de 1824     | Presidente Provincial nomeado por Carta Imperial |
| —                             | Alexandre Machado                                                                   |        |         | 21 de julho de 1824     | 2 de março de 1827      | 1° Vice-Presidente no cargo de titular           |
| —                             | Félix Ferreira                                                                      |        |         | 3 de julho de 1824      | 21 de julho de 1824     | 2° Vice-Presidente no cargo de titular           |
| 2                             | Francisco de Assis Rocha                                                            |        |         | 2 de março de 1827      | 12 de fevereiro de 1828 | Presidente Provincial nomeado por Carta Imperial |
| 3                             | Gabriel Getúlio Monteiro                                                            |        |         | 12 de fevereiro de 1828 | 21 de março de 1830     | Presidente Provincial nomeado por Carta Imperial |
| —                             | Francisco Meira                                                                     |        |         | 21 de março de 1830     | 6 de agosto de 1830     | 1° Vice-Presidente no cargo de titular           |
| 4                             | Manuel Pereira da Silva                                                             |        |         | 6 de agosto de 1830     | 18 de janeiro de 1831   | Presidente Provincial nomeado por Carta Imperial |
| 5                             | José Tomás Nabuco                                                                   |        |         | 18 de janeiro de 1831   | 14 de agosto de 1831    | Presidente Provincial nomeado por Carta Imperial |
| Período regencial (1831-1840) |                                                                                     |        |         |                         |                         |                                                  |
| —                             | Francisco Meira                                                                     |        |         | 14 de agosto de 1831    | 16 de janeiro de 1832   | 1° Vice-Presidente no cargo de titular           |
| 6                             | Galdino Villar                                                                      |        |         | 16 de novembro de 1831  | 18 de setembro de 1832  | Presidente Provincial nomeado por Carta Imperial |
| —                             | Francisco Meira                                                                     |        |         | 18 de setembro de 1832  | 29 de outubro de 1832   | 1° Vice-Presidente no cargo de titular           |
| 7                             | André Maranhão Jr                                                                   |        |         | 29 de outubro de 1832   | 24 de dezembro de 1832  | Presidente Provincial nomeado por Carta Imperial |
| —                             | Francisco Meira                                                                     |        |         | 24 de dezembro de 1832  | 16 de março de 1833     | Presidente interino                              |
| 8                             | Antônio Joaquim de Melo                                                             |        |         | 16 de março de 1833     | 19 de novembro de 1833  | Presidente Provincial nomeado por Carta Imperial |
| —                             | Francisco Meira                                                                     |        |         | 19 de novembro de 1833  | 7 de janeiro de 1834    | 1° Vice-Presidente no cargo de titular           |
| 9                             | Afonso Maranhão                                                                     |        |         | 7 de janeiro de 1834    | 26 de abril de 1834     | Presidente Provincial nomeado por Carta Imperial |
| 10                            | Bento Correia de Lima                                                               |        |         | 26 de abril de 1834     | 26 de julho de 1834     | Presidente Provincial nomeado por Carta Imperial |
| 11                            | José Lopes Bastos                                                                   |        |         | 26 de julho de 1834     | 7 de abril de 1835      | Presidente Provincial nomeado por Carta Imperial |
| 12                            | Bento Correia de Lima                                                               |        |         | 7 de abril de 1835      | 14 de abril de 1835     | Presidente Provincial nomeado por Carta Imperial |
| 13                            | Manuel Maria Carneiro da Cunha                                                      |        |         | 14 de abril de 1835     | 12 de junho de 1835     |                                                  |
| 14                            | Manuel Carneiro da Cunha                                                            |        |         | 12 de junho de 1835     | 10 de setembro de 1835  |                                                  |
| 15                            | Manuel Carneiro da Cunha                                                            |        |         | 1º de fevereiro de 1836 | 18 de abril de 1836     |                                                  |
| —                             | Francisco Meira                                                                     |        |         | 18 de abril de 1836     | 20 de maio de 1836      | 1° Vice-Presidente no cargo de titular           |
| 16                            | Basílio Quaresma Torreão                                                            |        |         | 20 de maio de 1836      | 3 de março de 1838      |                                                  |
| —                             | Manuel de Miranda Henriques                                                         |        |         | 3 de março de 1838      | 14 de abril de 1838     | 1° Vice-Presidente no cargo de titular           |
| 17                            | Joaquim Peixoto de Albuquerque                                                      |        |         | 14 de abril de 1838     | 12 de dezembro de 1838  |                                                  |
| 18                            | João Magalhães                                                                      |        |         | 12 de dezembro de 1838  | 17 de março de 1839     |                                                  |
| —                             | Manuel de Miranda Henriques                                                         |        |         | 17 de março de 1839     | 7 de abril de 1839      | 1° Vice-Presidente no cargo de titular           |
| 19                            | Trajano Chacon Cavalcanti                                                           |        |         | 7 de abril de 1839      | 22 de fevereiro de 1840 |                                                  |
| —                             | Antônio José Henriques                                                              |        |         | 22 de fevereiro de 1840 | 7 de abril de 1840      | 1° Vice-Presidente no cargo de titular           |
| 20                            | Agostinho da Silva Neves                                                            |        |         | 7 de abril de 1840      | 5 de setembro de 1840   |                                                  |
| Segundo Reinado (1840-1889)   |                                                                                     |        |         |                         |                         |                                                  |
| —                             | Antônio José Henriques                                                              |        |         | 5 de setembro de 1840   | 7 de setembro de 1840   | Presidente interino                              |
| 21                            | Francisco Xavier Monteiro da Franca                                                 |        |         | 7 de setembro de 1840   | 4 de maio de 1841       |                                                  |
| 22                            | Pedro Fernandes Chaves                                                              |        |         | 4 de maio de 1841       | 3 de fevereiro de 1843  |                                                  |
| —                             | André Maranhão Jr                                                                   |        |         | 3 de fevereiro de 1843  | 14 de março de 1843     | Presidente interino                              |
| 23                            | Ricardo Gomes Jardim                                                                |        |         | 14 de março de 1843     | 2 de dezembro de 1843   |                                                  |
| —                             | Agostinho da Silva Neves                                                            |        |         | 2 de dezembro de 1843   | 22 de julho de 1844     | 1° Vice-Presidente no cargo de titular           |
| —                             | Joaquim Franco de Sá                                                                |        |         | 22 de julho de 1844     | 2 de agosto de 1844     | Secretário Geral no cargo interinamente          |
| 24                            | José Machado Sousa Ribeiro                                                          |        |         | 2 de agosto de 1844     | 9 de agosto de 1844     |                                                  |
| 25                            | André Maranhão Jr                                                                   |        |         | 9 de agosto de 1844     | 14 de agosto de 1844    |                                                  |
| 26                            | Joaquim Franco de Sá                                                                |        |         | 14 de agosto de 1844    | 18 de dezembro de 1844  |                                                  |
| 27                            | Frederico Carneiro de Campos                                                        |        |         | 18 de dezembro de 1844  | 16 de março de 1848     |                                                  |
| 28                            | João de Albuquerque Maranhão                                                        |        |         | 16 de março de 1848     | 11 de maio de 1848      |                                                  |
| 29                            | João Antônio de Vasconcelos                                                         |        |         | 11 de maio de 1848      | 23 de janeiro de 1850   |                                                  |
| 30                            | José Vicente de Amorim Bezerra                                                      |        |         | 23 de janeiro de 1850   | 30 de janeiro de 1850   |                                                  |
| 31                            | Agostinho da Silva Neves                                                            |        |         | 30 de janeiro de 1850   | 3 de abril de 1851      |                                                  |
| 32                            | Frederico de Almeida e Albuquerque                                                  |        |         | 4 de abril de 1851      | 8 de maio de 1851       |                                                  |
| 33                            | Francisco de Almeida e Albuquerque                                                  |        |         | 8 de maio de 1851       | 3 de julho de 1851      |                                                  |
| 34                            | Antônio Coelho de Sá e Albuquerque                                                  |        |         | 3 de julho de 1851      | 29 de abril de 1853     |                                                  |
| 35                            | Flávio Clementino Freire                                                            |        |         | 29 de abril de 1853     | 7 de outubro de 1853    | Barão de Mamanguape                              |
| 36                            | Frederico de Almeida e Albuquerque                                                  |        |         | 7 de outubro de 1853    | 22 de outubro de 1853   |                                                  |
| 37                            | João Bandeira de Mello                                                              |        |         | 22 de outubro de 1853   | 7 de maio de 1854       |                                                  |
| 38                            | Flávio Clementino Freire                                                            |        |         | 7 de maio de 1854       | 23 de outubro de 1854   | Barão de Mamanguape                              |
| 39                            | Francisco Xavier Paes                                                               |        |         | 23 de outubro de 1854   | 16 de abril de 1855     |                                                  |
| 40                            | Flávio Clementino Freire                                                            |        |         | 16 de abril de 1855     | 26 de novembro de 1855  | Barão de Mamanguape                              |
| 41                            | Antônio Pinto e Silva                                                               |        |         | 26 de novembro de 1855  | 9 de abril de 1857      |                                                  |
| 42                            | Manuel Carneiro da Cunha                                                            |        |         | 9 de abril de 1857      | 9 de dezembro de 1857   |                                                  |
| 43                            | Henrique de Beaurepaire Rohan                                                       |        |         | 9 de dezembro de 1857   | 4 de junho de 1858      |                                                  |
| 44                            | Ambrósio Leitão da Cunha                                                            |        |         | 4 de junho de 1858      | 13 de abril de 1860     | Barão de Mamoré                                  |
| 45                            | Manuel Carneiro da Cunha                                                            |        |         | 14 de abril de 1860     | 17 de abril de 1860     |                                                  |
| 46                            | Luís Antônio da Silva Nunes                                                         |        |         | 17 de abril de 1860     | 17 de março de 1861     |                                                  |
| 47                            | Flávio Clementino Freire                                                            |        |         | 17 de março de 1861     | 18 de maio de 1861      | Barão de Mamanguape                              |
| 48                            | Francisco de Araújo Lima                                                            |        |         | 18 de maio de 1861      | 17 de fevereiro de 1864 |                                                  |
| 49                            | Felizardo Toscano de Brito                                                          |        |         | 17 de fevereiro de 1864 | 18 de maio de 1864      |                                                  |
| 50                            | Sinval Odorico de Moura                                                             |        |         | 18 de maio de 1864      | 22 de julho de 1865     |                                                  |
| 51                            | Felizardo Toscano de Brito                                                          |        |         | 22 de julho de 1865     | 3 de agosto de 1866     |                                                  |
| 52                            | João José Inocêncio Pogi                                                            |        |         | 3 de agosto de 1866     | 4 de novembro de 1866   |                                                  |
| 53                            | Américo Brasiliense de Almeida Melo                                                 |        |         | 4 de novembro de 1866   | 22 de abril de 1867     |                                                  |
| 54                            | José Teixeira de Vasconcelos                                                        |        |         | 22 de abril de 1867     | 1º de novembro de 1867  | Barão de Maraú                                   |
| 55                            | Inocêncio Seráfico de Assis Carvalho                                                |        |         | 1º de novembro de 1867  | 29 de julho de 1868     |                                                  |
| 56                            | Francisco Pinto Pessoa                                                              |        |         | 29 de julho de 1868     | 16 de agosto de 1868    |                                                  |
| 57                            | Teodoro Machado Freire Pereira da Silva                                             |        |         | 16 de agosto de 1868    | 9 de abril de 1869      |                                                  |
| 58                            | Francisco Pinto Pessoa                                                              |        |         | 9 de abril de 1869      | 16 de abril de 1869     |                                                  |
| 59                            | Silvino Elvídio Carneiro da Cunha                                                   |        |         | 16 de abril de 1869     | 11 de junho de 1869     |                                                  |
| 60                            | Venâncio José de Oliveira Lisboa                                                    |        |         | 11 de junho de 1869     | 24 de outubro de 1870   | Visconde de São Venâncio                         |
| 61                            | Frederico de Almeida e Albuquerque                                                  |        |         | 24 de outubro de 1870   | 13 de abril de 1871     |                                                  |
| 62                            | José Evaristo da Cruz Gouveia                                                       |        |         | 13 de abril de 1871     | 17 de outubro de 1871   |                                                  |
| 63                            | Frederico de Almeida e Albuquerque                                                  |        |         | 17 de outubro de 1871   | 23 de abril de 1872     |                                                  |
| 64                            | José Evaristo da Cruz Gouveia                                                       |        |         | 23 de abril de 1872     | 25 de junho de 1872     |                                                  |
| 65                            | Heráclito Graça                                                                     |        |         | 25 de junho de 1872     | 11 de novembro de 1872  |                                                  |
| 66                            | Francisco Teixeira de Sá                                                            |        |         | 11 de novembro de 1872  | 17 de setembro de 1873  |                                                  |
| 67                            | João José Inocêncio Pogi                                                            |        |         | 17 de setembro de 1873  | 20 de setembro de 1873  |                                                  |
| 68                            | José Evaristo da Cruz Gouveia                                                       |        |         | 20 de setembro de 1873  | 17 de outubro de 1873   |                                                  |
| 69                            | Silvino Elvídio Carneiro da Cunha                                                   |        |         | 17 de outubro de 1873   | 10 de abril de 1876     | Barão de Abiaí                                   |
| 70                            | João da Mata Correia Lima                                                           |        |         | 9 de janeiro de 1877    | 9 de março de 1877      |                                                  |
| 71                            | José Paulino de Figueiredo                                                          |        |         | 9 de março de 1877      | 24 de abril de 1877     |                                                  |
| 72                            | Esmerino Gomes Parente                                                              |        |         | 24 de abril de 1877     | 1º de março de 1878     |                                                  |
| 73                            | José Paulino de Figueiredo                                                          |        |         | 1º de março de 1878     | 11 de março de 1878     |                                                  |
| 74                            | Ulisses Machado Pereira Viana                                                       |        |         | 11 de março de 1878     | 20 de fevereiro de 1879 | Conde de Ulisses Viana                           |
| 75                            | Filipe Benício da Fonseca Galvão                                                    |        |         | 20 de fevereiro de 1879 | 12 de junho de 1879     |                                                  |
| 76                            | José Rodrigues Pereira Júnior                                                       |        |         | 12 de junho de 1879     | 30 de abril de 1880     |                                                  |
| 77                            | Filipe Benício da Fonseca Galvão                                                    |        |         | 30 de abril de 1880     | 10 de junho de 1880     |                                                  |
| 78                            | Antônio Alfredo da Gama e Melo                                                      |        |         | 15 de maio de 1880      | 10 de junho de 1880     |                                                  |
| 79                            | Gregório José de Oliveira Costa Júnior                                              |        |         | 10 de junho de 1880     | 3 de setembro de 1880   |                                                  |
| 80                            | Antônio Alfredo da Gama e Melo                                                      |        |         | 3 de setembro de 1880   | 20 de outubro de 1880   |                                                  |
| 81                            | Justino Ferreira Carneiro                                                           |        |         | 20 de outubro de 1880   | 4 de março de 1882      |                                                  |
| 82                            | Antônio Alfredo da Gama e Melo                                                      |        |         | 4 de março de 1882      | 21 de maio de 1882      |                                                  |
| 83                            | Manuel Ventura de Barros Leite Sampaio                                              |        |         | 21 de maio de 1882      | 2 de novembro de 1882   |                                                  |
| 84                            | Antônio Alfredo da Gama e Melo                                                      |        |         | 2 de novembro de 1882   | 9 de novembro de 1882   |                                                  |
| 85                            | José Basson de Miranda Osório                                                       |        |         | 9 de novembro de 1882   | 17 de abril de 1883     |                                                  |
| 86                            | Antônio Alfredo da Gama e Melo                                                      |        |         | 17 de abril de 1883     | 7 de agosto de 1883     |                                                  |
| 87                            | José Aires do Nascimento                                                            |        |         | 7 de agosto de 1883     | 31 de agosto de 1884    |                                                  |
| 88                            | Antônio Sabino do Monte                                                             |        |         | 31 de agosto de 1884    | 8 de julho de 1885      |                                                  |
| 89                            | Pedro da Cunha Beltrão                                                              |        |         | 8 de julho de 1885      | 20 de setembro de 1885  |                                                  |
| 90                            | Antônio Herculano de Sousa Bandeira Filho                                           |        |         | 20 de setembro de 1885  | 11 de novembro de 1886  |                                                  |
| 91                            | Geminiano Brasil de Oliveira Góis                                                   |        |         | 11 de novembro de 1886  | 10 de outubro de 1887   |                                                  |
| 92                            | Francisco de Paula Oliveira Borges                                                  |        |         | 10 de outubro de 1887   | 22 de junho de 1888     |                                                  |
| 93                            | Manuel Dantas Correia de Góis                                                       |        |         | 22 de junho de 1888     | 9 de agosto de 1888     |                                                  |
| 94                            | Pedro Francisco Correia de Oliveira                                                 |        |         | 9 de agosto de 1888     | 17 de fevereiro de 1889 |                                                  |
| 95                            | Silvino Elvídio Carneiro da Cunha                                                   |        |         | 17 de fevereiro de 1889 | 22 de junho de 1889     | Barão de Abiaí                                   |
| 96                            | Manuel Dantas Correia de Góis                                                       |        |         | 22 de junho de 1889     | 8 de julho de 1889      |                                                  |
| 97                            | Francisco Luís da Gama Rosa                                                         |        |         | 8 de julho de 1889      | 16 de novembro de 1889  |                                                  |

## Governantes do período republicano (1889 —2025)
| Nº                                        | Nome                                | Imagem                | Partido                                          | Início do mandato       | Fim do mandato                                   | Observações |
| Primeira República Brasileira (1889-1930) |                                     |                       |                                                  |                         |                                                  | |
| 1                                         | Venâncio Neiva                      |                       |                                                  | 16 de novembro de 1889  | 27 de novembro de 1891                           | Primeiro Presidente |
| 2                                         | Junta governativa paraibana de 1891 |                       |                                                  | 27 de novembro de 1891  | 18 de fevereiro de 1892                          | |
| 3                                         | Álvaro Lopes Machado                |                       |                                                  | 18 de fevereiro de 1892 | 22 de outubro de 1896                            | Primeiro Presidente Constitucional                                                                                              |
| 4                                         | Antônio Alfredo Mello               |                       |                                                  | 22 de outubro de 1896   | 22 de outubro de 1900                            | |
| 5                                         | José Peregrino de Araújo            |                       |                                                  | 22 de outubro de 1900   | 22 de outubro de 1904                            | |
| 6                                         | Álvaro Lopes Machado                |                       |                                                  | 22 de outubro de 1904   | 28 de outubro de 1905                            | |
| 7                                         | Valfredo Leal                       |                       |                                                  | 28 de outubro de 1905   | 28 de outubro de 1908                            | Vice-Presidente |
| 8                                         | João Lopes Machado                  |                       |                                                  | 28 de outubro de 1908   | 22 de outubro de 1912                            | |
| 9                                         | João Castro Pinto                   |                       |                                                  | 22 de outubro de 1912   | 24 de julho de 1915                              | |
| 10                                        | Antônio da Silva Pessoa             |                       |                                                  | 24 de julho de 1915     | 1º de julho de 1916                              | Vice-Presidente |
| 11                                        | Sólon Barbosa de Lucena             |                       |                                                  | 1º de julho de 1916     | 22 de outubro de 1916                            | |
| 12                                        | Francisco Camilo de Holanda         |                       |                                                  | 22 de outubro de 1916   | 22 de outubro de 1920                            | |
| 13                                        | Sólon Barbosa de Lucena             |                       |                                                  | 22 de outubro de 1920   | 22 de outubro de 1924                            | |
| 14                                        | João Suassuna                       |                       |                                                  | 22 de outubro de 1924   | 22 de outubro de 1928                            | |
| 15                                        | João Pessoa Cavalcanti              |                       |                                                  | 22 de outubro de 1928   | 26 de julho de 1930                              | |
| 16                                        | Álvaro Pereira de Carvalho          |                       |                                                  | 26 de julho de 1930     | 4 de outubro de 1930                             | Presidente substituto |
| 17                                        | José Américo de Almeida             |                       |                                                  | 4 de outubro de 1930    | 26 de novembro de 1930                           | |
| Era Vargas (1930-1945)                    |                                     |                       |                                                  |                         |                                                  | |
| 18                                        | Antenor de França Navarro           |                       |                                                  | 26 de novembro de 1930  | 26 de abril de 1932                              | Interventor federal |
| 19                                        | Gratuliano da Costa Brito           |                       | Partido Progressista PP                          | 26 de abril de 1932     | 26 de dezembro de 1934                           | Interventor federal |
| —                                         | José Marques da Silva Mariz         |                       |                                                  | 27 de dezembro de 1934  | 21 de janeiro de 1935                            | |
| 20                                        | Argemiro de Figueiredo              |                       |                                                  | 21 de janeiro de 1935   | 29 de julho de 1940                              | Governador eleito e Interventor federal                                                                                         |
| —                                         | Antônio Galdino Guedes              |                       |                                                  | 29 de julho de 1940     | 16 de agosto de 1940                             | Interventor federal |
| 21                                        | Rui Carneiro                        |                       |                                                  | 16 de agosto de 1940    | 15 de julho de 1945                              | Interventor federal |
| 22                                        | Samuel Duarte                       |                       |                                                  | 15 de julho de 1945     | 6 de novembro de 1945                            | Interventor federal |
| Quarta República Brasileira (1945-1964)   |                                     |                       |                                                  |                         |                                                  | |
| 23                                        | Severino Montenegro                 |                       |                                                  | 6 de novembro de 1945   | 13 de fevereiro de 1946                          | Interventor federal |
| 24                                        | Odon Bezerra Cavalcanti             |                       |                                                  | 13 de fevereiro de 1946 | 20 de setembro de 1946                           | Interventor federal |
| 25                                        | José Gomes da Silva                 |                       |                                                  | 20 de setembro de 1946  | 4 de março de 1947                               | Interventor federal |
| 26                                        | Osvaldo Trigueiro                   |                       | União Democrática Nacional UDN                   | 4 de março de 1947      | 31 de janeiro de 1951                            | Governador eleito |
| —                                         | João Fernandes de Lima              |                       | Partido Social Democrático PSD                   | 31 de janeiro de 1951   | 24 de agosto de 1954                             | Vice-Governador, assumiu a vaga do titular                                                                                      |
| 27                                        | José Américo de Almeida             |                       | Partido Libertador PL                            | 24 de agosto de 1954    | 31 de janeiro de 1956                            | Governador eleito, renunciou para assumir o Ministério da Viação e Obras Públicas e assumiu o governo após o suicídio de Vargas |
| 28                                        | Flávio Ribeiro Coutinho             |                       | União Democrática Nacional UDN                   | 31 de janeiro de 1956   | 4 de janeiro de 1958                             | Governador eleito |
| 30                                        | Pedro Gondim                        |                       | Partido Social Democrático PSD                   | 4 de janeiro de 1958    | 18 de março de 1960                              | Vice-Governador, assumiu a vaga do titular                                                                                      |
| 31                                        | José Fernandes de Lima              |                       | Partido Social Democrático PSD                   | 18 de março de 1960     | 31 de janeiro de 1961                            | Presidente da Assembleia Legislativa                                                                                            |
| 32                                        | Pedro Gondim                        |                       | Partido Democrata Cristão PDC                    | 31 de janeiro de 1961   | 31 de janeiro de 1966                            | Governador eleito |
| Regime Militar (1964-1985)                |                                     |                       |                                                  |                         |                                                  | |
| 33                                        | João Agripino Maia                  |                       | Aliança Renovadora Nacional ARENA                | 31 de janeiro de 1966   | 15 de março de 1971                              | Governador eleito |
| 34                                        | Ernâni Sátiro                       |                       | Aliança Renovadora Nacional ARENA                | 15 de março de 1971     | 15 de março de 1975                              | Governador eleito pela Assembleia Legislativa                                                                                   |
| 35                                        | Ivan Bichara                        |                       | Aliança Renovadora Nacional ARENA                | 15 de março de 1975     | 14 de agosto de 1978                             | Governador eleito pela Assembleia Legislativa                                                                                   |
| 36                                        | Dorgival Terceiro Neto              |                       | Aliança Renovadora Nacional ARENA                | 14 de agosto de 1978    | 15 de março de 1979                              | |
| 37                                        | Tarcísio Burity                     |                       | Partido Democrático Social PDS                   | 15 de março de 1979     | 14 de maio de 1982                               | Governador eleito pelo colégio eleitoral                                                                                        |
| 38                                        | Clóvis Cavalcanti                   |                       | Partido Democrático Social PDS                   | 14 de maio de 1982      | 15 de março de 1983                              | Vice-Governador, assumiu a vaga do titular                                                                                      |
| 39                                        | Wilson Braga                        |                       | Partido Democrático Social PDS                   | 15 de março de 1983     | 14 de maio de 1986                               | Governador eleito |
| Nova República (1985-presente)            |                                     |                       |                                                  |                         |                                                  | |
| —                                         | Rivando Cavalcanti                  |                       | —                                                | 15 de maio de 1986      | 14 de junho de 1986                              | Presidente do Tribunal de Justiça                                                                                               |
| 40                                        | Milton Bezerra Cabral               |                       | Partido Democrático Social PDS                   | 15 de junho de 1986     | 15 de março de 1987                              | Governador eleito pela Assembleia Legislativa                                                                                   |
| 41                                        | Tarcísio Burity                     |                       | Partido do Movimento Democrático Brasileiro PMDB | 15 de março de 1987     | 15 de março de 1991                              | Governador eleito |
| 42                                        | Ronaldo Cunha Lima                  |                       | Partido do Movimento Democrático Brasileiro PMDB | 15 de março de 1991     | 2 de abril de 1994                               | Governador eleito |
| 43                                        | Cícero Lucena                       |                       | Partido do Movimento Democrático Brasileiro PMDB | 2 de abril de 1994      | 1º de janeiro de 1995                            | Vice-Governador, assumiu a vaga do titular                                                                                      |
| 44                                        | Antônio Mariz                       |                       | Partido do Movimento Democrático Brasileiro PMDB | 1º de janeiro de 1995   | 16 de setembro de 1995                           | Governador eleito falecido durante o mandato                                                                                    |
| 45                                        | José Maranhão                       |                       | Partido do Movimento Democrático Brasileiro PMDB | 16 de setembro de 1995  | 1º de janeiro de 1999                            | Vice-Governador, assumiu a vaga do titular                                                                                      |
| 45                                        | José Maranhão                       | 1º de janeiro de 1999 | Partido do Movimento Democrático Brasileiro PMDB | 6 de abril de 2002      | Governador reeleito que renunciou o cargo        | |
| 46                                        | Roberto Paulino                     |                       | Partido do Movimento Democrático Brasileiro PMDB | 6 de abril de 2002      | 1° de janeiro de 2003                            | Vice-Governador, assumiu a vaga do titular                                                                                      |
| 47                                        | Cássio Cunha Lima                   |                       | Partido da Social Democracia Brasileira PSDB     | 1º de janeiro de 2003   | 1º de janeiro de 2007                            | Governador eleito |
| 47                                        | Cássio Cunha Lima                   | 1º de janeiro de 2007 | Partido da Social Democracia Brasileira PSDB     | 17 de fevereiro de 2009 | Governador reeleito cassado por decisão judicial | |
| 48                                        | José Maranhão                       |                       | Partido do Movimento Democrático Brasileiro PMDB | 18 de fevereiro de 2009 | 1° de janeiro de 2011                            | Segundo colocado nas eleições, assumiu o cargo de governador                                                                    |
| 49                                        | Ricardo Coutinho                    |                       | Partido Socialista Brasileiro PSB                | 1º de janeiro de 2011   | 1° de janeiro de 2015                            | Governador eleito |
| 49                                        | Ricardo Coutinho                    | 1º de janeiro de 2015 | Partido Socialista Brasileiro PSB                | 1° de janeiro de 2019   | Governador reeleito                              | |
| 50                                        | João Azevêdo                        |                       | Partido Socialista Brasileiro PSB                | 1º de janeiro de 2019   | 1° de janeiro de 2023                            | Governador eleito |
| 50                                        | João Azevêdo                        | 1° de janeiro de 2023 | Partido Socialista Brasileiro PSB                | Atualidade              | Governador reeleito                              | |